# Kotscherinowo

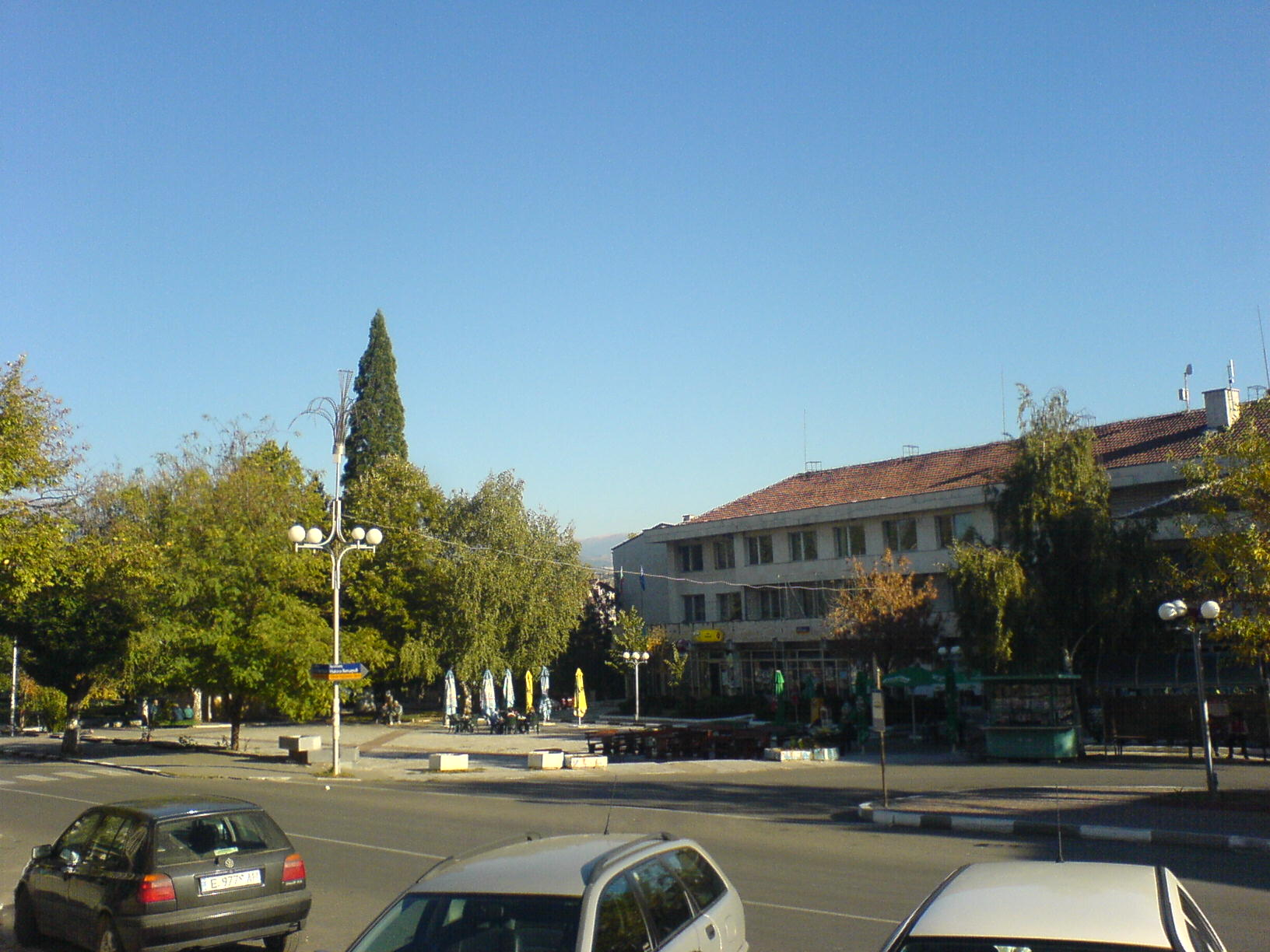
Ausblick auf die Stadt

Kotscherinowo (bulgarisch Кочериново) ist eine Stadt im Westen Bulgariens, in der Oblast Kjustendil. Obwohl Kotscherinowo nur 8 km nördlich von Blagoewgrad liegt, gehört es nicht mehr zur Oblast Blagoewgrad. Kotscherinowo ist das Verwaltungszentrum der gleichnamigen Gemeinde Kotscherinowo.

## Geografie
Die Stadt Kotscherinowo liegt 90 km südlich der Hauptstadt Sofia, an der Straße, die zum Rilakloster führt und 2 km östlich der Europastraße 79 (Sofia – Thessaloniki). In der Nähe verlaufen zwei Flüsse – die in Nord-Süd-Richtung fließende Struma und die von Osten aus dem Rilagebirge kommende Rila, die etwa 2,5 km südwestlich des Ortskerns in die Struma mündet. Drei Kilometer nordöstlich von Kotscherinowo liegt das Dorf Stob mit den Pyramiden von Stob.
Der Name des Ortes wurde erstmals 1878 erwähnt. 1974 wurde Kotscherinowo zu Stadt erklärt. Die Wurzel des Ortsnamens ist „Kotscher“ (bulg. „кочер“), deutsch für Schuppen/Verschlag/Schweinestall. Ähnliche Ortsnamen mit dieser Wurzel sind:
- in Bulgarien: Kotscherowo in der Nähe von Goze Deltschew (Stadt)
- in  Bosnien und Herzegowina: Kočerin bei Široki Brijeg
- in Russland:  Kotscherowo (russ. Кочерово)
  - Dorf im Beljow-Rajon in der Oblast Tula
  - Dorf im Nerechta-Rajon in der Oblast Kostroma
  - Dorf im Moschenskij-Rajon in der Oblast Nowgorod
  - Dorf im Nowodugino-Rajon in der Oblast Smolensk
  - Dorf im Bolschow selo-Rajon in der Oblast Jaroslawl
  - Dorf im Krasny Cholm-Rajon in der Oblast Twer
  - Dorf im Torschok-Rajon in der Oblast Twer
- in der Ukraine: das Dorf Kotscherowo (russ. Кочерово)  im Radomyschl-Rajon in der   Oblast Schytomyr

## Wirtschaft
Bis vor einigen Jahren war der Tabakanbau die Haupteinkommensquelle der Bewohner von Kotscherinowo. Sehr viele Einwohner arbeiteten auch im Papier- und Verpackungswerk „Nikola Wapzarow“, das nach der Rückübereignung jedoch den Betrieb eingestellt hat. Jetzt gibt es einen Nähbetrieb, eine Brikettfabrik und einen Konditoreibetrieb.

## Sehenswürdigkeiten
- Denkmal für die Gefallenen der Balkankriege (1912–1913) und des Ersten Weltkriegs (1915–1918) (Anmerkung: Bulgarien trat erst 1915 auf der Seite der Mittelmächte in den Ersten Weltkrieg ein.)
- Denkmal für die gefallenen russischen Soldaten des 124. Regiments aus Woronesch im Russisch-Osmanischen Krieg von 1877 bis 1878.
- Denkmal für die gefallenen Soldaten im Zweiten Weltkrieg

Der Stadtfeiertag ist jährlich am 21. September.

## Persönlichkeiten
Der Dichter und Kommunist Nikola Wapzarow (1909–1942) hat in den 1930er Jahren als Heizer und später als Mechaniker in der Fabrik „Bulgarische Forstindustrie AG“ gearbeitet. 1936 wurde er entlassen.